# Góry Sybińskie
Góry Sybińskie (Góry Cybińskie) (531.25) – góry w środkowej Rumunii na zachód od rzeki Aluty, część Karpat Południowych. Najwyższym szczytem Gór Sybińskich jest Cindrel (2244 m n.p.m.).